# إدغار إيفان باتشيكو
إدغار إيفان باتشيكو (بالإسبانية: Edgar Pacheco)‏ (22 يناير 1990 في المكسيك - ) هو لاعب كرة قدم مكسيكي في مركز الوسط. شارك مع منتخب المكسيك تحت 23 سنة لكرة القدم ومنتخب المكسيك لكرة القدم. أما مع النوادي، فقد لعب مع تايجرز أونال وكلوب ليون ونادي أطلس وMineros de Zacatecas ‏ ونادي خواريز ونادي غانغوون ونادي كيريتارو.

## وصلات خارجية
- إدغار إيفان باتشيكو على موقع دوري كوريا الجنوبية (الإنجليزية)
- إدغار إيفان باتشيكو على موقع قاعدة بيانات كرة القدم.إي يو (الإنجليزية)
- إدغار إيفان باتشيكو على موقع ناشيونال فوتبول تيمز (الإنجليزية)
- إدغار إيفان باتشيكو على موقع Soccerway.com (الإنجليزية)
- إدغار إيفان باتشيكو على موقع AS.com (الإسبانية)